# ذخیره‌گاه طبیعی بابانئوری
ذخیره‌گاه طبیعی بابانئوری (به لاتین: Babaneuri Strict Nature Reserve) یک منطقه حفاظت‌شده در گرجستان است که در بابانئوری واقع شده‌است.